# Cole Palmer
Cole Jermaine Palmer (* 6. května 2002 Manchester) je anglický profesionální fotbalista, který hraje na pozici ofensivního záložníka za anglický klub Chelsea FC a za anglický národní tým

## Klubová kariéra
Palmer se k akademii Manchesteru City připojil už v sedmi letech v roce 2009. 30. září 2020 debutoval Palmer v A-týmu Citizens při výhře 3:0 nad Burnley ve čtvrtém kole EFL Cupu.
Dne 21. srpna 2021 debutoval Palmer v Premier League, a to v zápase 2. kola proti Norwichi. 21. září vstřelil Palmer svůj první gól v dresu Manchesteru City, a to při domácím vítězství 6:1 nad Wycombe Wanderers z League One v EFL Cupu. 19. října vstřelil Palmer svůj první gól v Lize mistrů při venkovní výhře 5:1 nad Club Brugge KV.
V sezóně 2022/23 odehrál Palmer 25 soutěžních utkání v dresu Citizens a přispěl k zisku historického treblu (Premier League, FA Cup a Liga mistrů UEFA).
Dne 6. srpna 2023 vstřelil první gól v zápase Community Shieldu proti Arsenalu, poté, co ve druhém poločase vystřídal Erlinga Haalanda. Manchester City však utkání prohrál po penaltovém rozstřelu.
V létě 2023 přestoupil za 47 milionů euro do londýnské Chelsea.

## Reprezentační kariéra
Dne 14. června 2023 byl Palmer nominován do anglického výběru pro mistrovství Evropy hráčů do 21 let, které Anglie nakonec vyhrála bez inkasování jediné branky.